# Jiří Lanský
Jiří Lanský (ur. 17 września 1933 w Pradze, zm. 14 lutego 2017 w miejscowości Lázně Toušeň) – czechosłowacki lekkoatleta, skoczek wzwyż, dwukrotny wicemistrz Europy.
Zdobył srebrny medal w skoku wzwyż na mistrzostwach Europy w 1954 w Bernie, za Bengtem Nilssonem ze Szwecji, a przed swym kolegą z reprezentacji Czechosłowacji Jaroslavem Kovářem.
Powtórzył ten sukces na mistrzostwach Europy w 1958 w Sztokholmie, gdzie przegrał tylko z Rickardem Dahlem ze Szwecji. Na igrzyskach olimpijskich w 1960 w Rzymie zajął 7.–9. miejsce.
Zwyciężył na Akademickich Mistrzostwach Świata (UIE) w 1951 w Berlinie, a na tych mistrzostwach w 1959 w Wiedniu zajął 2. miejsce.
Jako pierwszy lekkoatleta Czechosłowacji pokonał barierę 2 metrów w skoku wzwyż osiągając wynik 2,01 m 1 maja 1953 w Starej Boleslavi. Siedmiokrotnie poprawiał rekord Czechosłowacji, doprowadzając go do wyniku 2,10 m (24 sierpnia 1958 w Sztokholmie).